# Lophuromys ansorgei
Lophuromys ansorgei és un rosegador del gènere Lophuromys que viu des d'Uganda fins a l'oest de Kenya, el nord de Tanzània, la part baixa del riu Congo a l'oest de la República Democràtica del Congo i, possiblement, el sud del Camerun. És possible que aquesta població sigui relicte d'una distribució molt més àmplia. Aquesta espècie pertany al subgènere Lophuromys i el seu parent més proper és L. sikapusi. Fins a l'any 1997, la població de L. ansorgei fou comptada com a L. sikapusi.
La llargada del crani és d'entre 30,5 i 34,4 mm, la llargada corporal d'entre 100 i 159 mm, la llargada de la cua d'entre 49 i 91 mm, la llargada de les potes posteriors d'entre 20 i 26 mm i el pes d'entre 43 i 104 grams.